# Elias Sime
Elias Sime (né en 1968 à Addis-Abeba, Éthiopie) est un artiste visuel et sculpteur éthiopien qui retravaille dans ses oeuvres des matériaux industriels de récupération et des déchets électroniques tels que des puces électroniques, des cordons d'alimentation, des ordinateurs et d'autres composants et résidus technologiques mis au rebut,,.

## Carrière
Elias Sime sort diplômé en 1990 de l'École des Beaux-Arts et du Design de l'Université d'Addis-Abeba. En 2002, il cofonde avec sa partenaire, la conservatrice et anthropologue Meskerem Assegued, le Zoma Contemporary Art Center (ZCAC), aujourd'hui Zoma Museum, dont il construit pendant 7 ans à Addis-Abeba avec des matériaux locaux le bâtiment tenant lieu d'exposition et l'espace de résidence d'artiste,.

## Œuvres
Dans la première décennie des années 2000, il fonde son style basé sur la réinterprétation d'éléments de récupération. 
S’inspirant des pratiques éthiopiennes traditionnelles de tissage et de broderie, il crée sur la toile des surfaces texturées aux couleurs vives en cousant fils, boutons, capsules de bouteilles et autres objets récupérés. Ses œuvres créent des effets de figuration ou des thèmes abstraits.
Le travail d'artiste d'Elias Sime est surtout connu pour son utilisation de déchets électroniques. Les déchets de l'industrie technologique qu'il utilise se trouvent en masse sur le marché Mercato d'Addis-Abeba, le plus grand marché à ciel ouvert d'Afrique où la plupart des matériaux technologiques en provenance de l'Occident transitent par un réseau mondial de marchandises en mouvement. Les nombreux claviers, puces électroniques, fils électriques en cuivre, piles, morceaux d'écrans et ordinateurs d'ancienne génération que Sime met en espace dans ses installations murales à grande échelle proviennent du marché Mercato,,,,.
L'exposition Elias Sime : Tightrope, une première exposition personnelle montrant son travail autour de pièces complexes combinant technologie artificielle et matériaux industriels, est présentée de 2020 à 2021 au Kemper Museum of Contemporary Art à Kansas City, Missouri. L'exposition voyage ensuite au Akron Art Museum à Akron, Ohio et au Royal Ontario Museum à Toronto au Canada,,.
En 2024, l'exposition personnelle Elias Sime : Dichotomy ፊት አና ጀርባ s'est tenue dans le cadre des événements entourant la 60e Biennale de Venise, en Italie. Elle commente l'utilisation humaine des ressources technologiques, le gaspillage matériel de la culture occidentale et les conditions souvent ignorées dans lesquelles ces matériaux sont jetés,,.

## Collections
Les œuvres d'Elias Sime figurent entre autres dans les collections du Pérez Art Museum Miami en Floride, du Metropolitan Museum of Art de New York,  du North Carolina Museum of Art en Caroline du Nord et du Saint Louis Art Museum dans le Missouri.

## Distinctions
- African Art Award 2019 - Smithsonian National Museum of African Art[23],[24].
- Nomination au Hugo Boss Prize 2020[25].